# Astron (衛星)
Astron是一架蘇聯太空望遠鏡，1983年3月23日12:45:06 UTC使用質子K型運載火箭發射升空。Astron基於4MV太空船設計，運作了六年，是當時最大的紫外線太空望遠鏡。

## 歷史
Astron計畫由亞歷山大·博亞爾丘克 (Alexandr Boyarchuk)領導，由克里米亞天文台和拉沃奇金設計局設計和建造。來自這些機構的一群科學家因其工作而獲得蘇聯國家獎。
Astron計畫酬載包括一台由蘇聯和法國共同設計的80公分紫外線望遠鏡和一台X射線光譜儀。可測量150-350nm的紫外光光譜。
Astron的軌道遠地點為185,000公里（115,000 英里），能夠對地球本影和輻射帶以外進行觀測。
Astron於 1991 年 3 月 23 日結束營運。

## 科學貢獻
Astron所做的最重要的觀測包括1987年3月4日至3月12日對SN 1987A超新星的觀測 及1985年12月對哈雷彗星的觀測，使蘇聯科學家能夠建立彗髮模型。